# Lisztománia

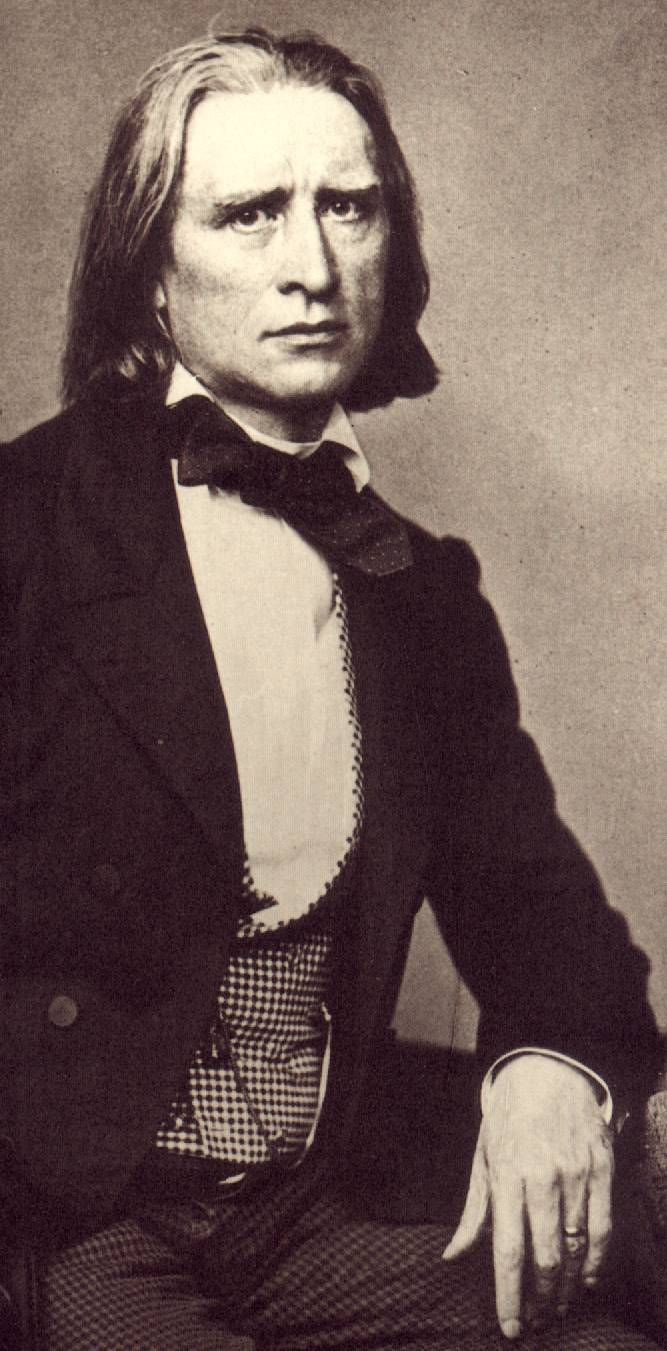
Liszt Ferenc 1858-ban

A lisztománia az a nagymértékű, túlzott, hisztérikus rajongói őrület, amelyet Liszt Ferenc váltott ki előadásaival, előadásmódjával, megjelenésével és tehetségével. Ez az őrületes rajongási láz az első a történelemben, amely hasonlít a manapság köztudatban jelenlévő szupersztárok, hírességek iránti rajongáshoz. A „lisztománia” kifejezés Heinrich Heine német író és irodalomkritikus nevéhez köthető, aki ugyan nem ápolt Liszttel jó kapcsolatot, de nem mehetett el a művész páratlan tehetsége mellett.

## Előzmények
Liszt tehetsége már gyerekkorában kibontakozott, ebben nagy szerepe volt édesapjának, Liszt Ádámnak. Hatévesen kezdett zongorázni, a kottát önmagától tanulta meg. Ahogyan idősebb lett, tehetsége egyre kifinomultabbá vált, tovább fejlesztette zongoristaképességét, komponált, koncerteken kezdett fellépni, majd európai turnéra indult.
A lisztománia jelensége az 1839-ben indult koncertsorozatán kezdett kialakulni, mely során bejárta egész Európát Glasgow-tól Konstantinápolyig és Lisszabontól Moszkváig. Ez a turné 8 éven át tartott, mely Liszt legsikeresebb időszaka volt. Fellépéseiből befolyt összegeit gyakran jótékonysági célokra ajánlotta fel, adományozott menhelyeknek, kórházaknak is, amivel megteremtette a „szociális művészet” műfaját. Virtuóz pályafutása során több mint ezer koncertet adott. Ezt a korszakot lezárva, 1848-ban Weimarban telepedett le, ahol megszakításokkal, de 1861-ig lakott.

## A „lisztománia” születése
Heinrich Heine 1844 áprilisában megjelent Musikalische Berichte aus Paris című művében használta először a „lisztománia” kifejezést, amivel leírta a Lisztet a koncertjein körülvevő tömeghisztériát és extázist. A Liszt Ferenc iránti mértéktelen rajongás tehát az 1840-es években vette kezdetét, melyek a „transzcendentális technikájának” évei voltak. A fellépései közben az asszonyok, fiatal hölgyek kendőket, virágokat, de előfordult, hogy fehérneműt is dobtak a színpadra. Liszt a hangversenyek egy addig ismeretlen arcát mutatta meg, olyan szenvedéllyel, beleéléssel és lendülettel zongorázott, hogy volt alkalom, hogy egyesek nevetőgörcsöt kaptak, míg mások a zene által keltett euforikus állapot miatt eszméletüket vesztették.
Ezt Heinrich Heine a következőképpen írja le: „Például, amikor egy vihart játszott, láttuk a villámcsapásokat arcizmainak rángásain keresztül, a tagjai rázkódtak és remegtek, akár a viharos széltől, hosszú tincseiről pedig az általa megjelenített eső csepegett. És most, amikor a legháborgóbb vihart játssza, ő maga felülkerekedik rajta, mint az utazó, aki az Alpok egyik csúcsán áll, amíg lába alatt tombol a vihar a völgyben: a felhők összegyűlnek messze alatta, a villámok úgy csavarodnak lábainál, akár a kígyók, és ő felemeli fejét, mosolyog a tiszta éterbe.”
Liszt tehetsége mellett sármos férfi is volt, ezért elképesztő népszerűségnek örvendett a hölgyek körében, amit gyakran ki is használt. Sok nővel volt viszonya, ezek közül az egyik leghíresebb, amit Lola Montezzel folytatott. A koncertek után a nők megrohamozták a művészt, hogy cigarettacsikkjeit, hajfürtjeit, használt kesztyűit megszerezve ereklyeként és díszként hordhassák. Liszt a híres kortársai között is igen népszerű volt. Barátságot ápolt Honoré de Balzackal, Victor Hugóval és Hans Christian Andersennel is, aki rajongója is volt a művésznek, ő így ír róla: „Már játéka előtt felvillanyozta közönségét; óriási dicsfényének híre felnyitotta az emberek szemét s fülét, és szinte már előre hallották és látták, ami majd következik!”

## Okok
Heinrich Heine a lisztomániát őrültségnek nevezete, fontos tudni, hogy a 19. században a mániákat a mentális betegségek között tartották számon. Az orvosok is igyekeztek gyógymódot találni a Liszt-jelenségre. Egyesek valamiféle „járványra” gondoltak, ami terjed közönség sorai közt, míg mások epilepsziás rohamhullámra gyanakodtak.
A 20-21. századi kutatások szerint Liszt gyors játéka az agyban elektromos neurológiai hatásokat válthatott ki. Egy másik kutatás szerint Liszt zenéje hatással volt a szexuális életre is, miszerint a zenét hallva viselkedésünk hasonlít az állatok násztáncaira.

## Utóélet
Lisztománia címmel Ken Russell angol filmrendező 1975-ben zenés filmet írt és rendezett, melyben Liszt Ferenc életét igen szabados értelmezésben dolgozta fel. Az alkotás botrányfilmmé vált.
Az Edda Művek együttes Változó idők (1988) című albumán szerepel egy közel 8 perc hosszú Lisztománia című dal – a mester műveiből készült rock feldolgozás. Teljesen egészében instrumentális, a koncertprogram része volt. 1987-ben videóklipet is készített az együttes, amin nem az albumváltozat hangzik el.